# Малое министерство
«Ма́лое министе́рство» (фр. « Petit ministère ») — правительство, управлявшее Второй Французской республикой в течение 11 недель с 24 января по 10 апреля 1851 года. Создание этого правительства стало результатом политической борьбы между большинством в Законодательном собрании и президентом Луи-Наполеоном Бонапартом.
Создание Бонапартом «малого министерства» было вызвано отказом Законодательного собрания утвердить правительство, сформированное 9 января 1851 года Пьером-Жюлем Барошем и Эженом Руэром из числа сторонников Бонапарта.
«Малое министерство» состояло преимущественно из вторичных «технических» фигур и не имело настоящего руководителя. После компромисса, достигнутого между «Партией порядка» и президентом, 10 апреля было сформировано полноценное правительство Леона Фоше.

## Состав правительства
- Министр юстиции: Эрнест Руайе[фр.]
- Министр иностранных дел: Анатоль Бренье де Ренодьер[фр.], дипломат
- Военный министр: Жак Луи Рандон
- Морской и колониальный министр: Огюст-Николя Вайян[фр.]
- Министр внутренних дел: Клод-Мариюс Вайсс
- Министр общественных работ: Пьер Мань[фр.], адвокат, депутат
- Министр сельского хозяйства и торговли: Эжен Шнайдер, промышленник
- Министр народного образования, церковных дел и культов: Шарль Жиро[фр.], декан юридического факультета Парижского университета
- Министр финансов: Шарль Ле Бег де Жермини[фр.]